# Sala Oval (Museo Teylers)

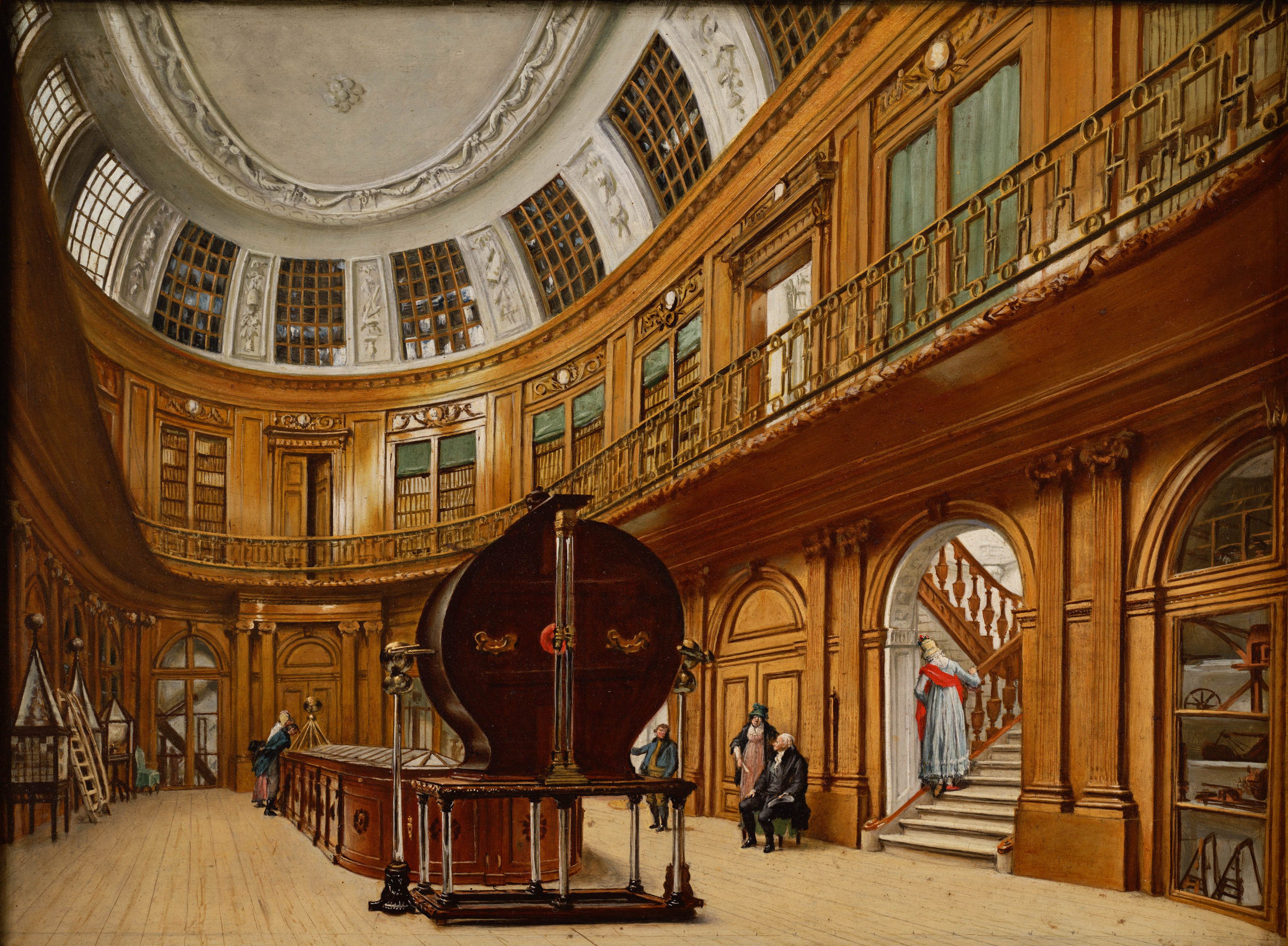
Pintura de 1800, obra de Wybrand Hendriks, conservador del Museo Teylers, que representa la Sala Oval y que muestra el generador electrostáitico de Martin van Marum.

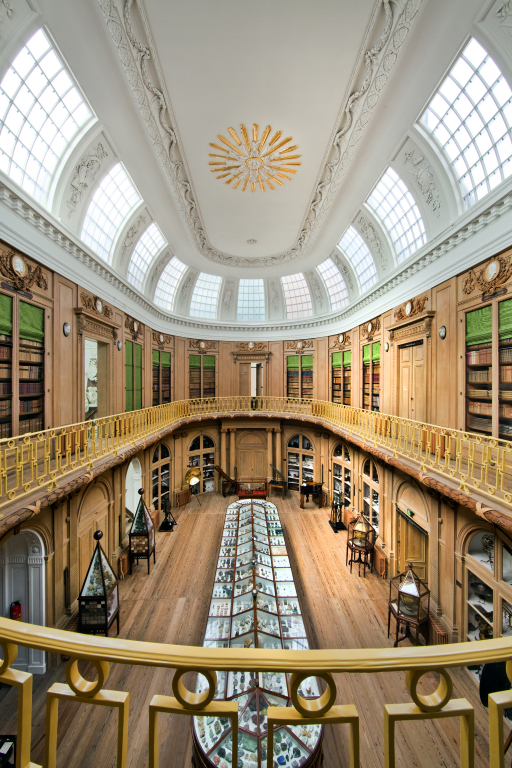
Vista de la Sala Oval del Museo Teylers desde la galería de la biblioteca.

La Sala Oval del Museo Teylers fue la primera parte del museo abierta en 1787. La sala fue concebida por el primer director del museo, Martin van Marum. En 1779 la dirección de la Fundación Teyler encargó a Leendert Viervant la construcción de la Sala Oval en el jardín de la antigua casa de Pieter Teyler. El Museo Teylers, con su Sala Oval, fue el primer museo abierto al público en los Países Bajos. En esta sala había una habitación para una biblioteca y otra para mostrar experimentos al público. El generador electrostático siempre habría funcionado en esta sala. El salón se caracteriza por su forma ovalada, la biblioteca en la segunda planta y la vitrina central. En sus primeros años, el mueble central no era una vitrina, sino una mesa en la que se habrían llevado a cabo los experimentos. La mesa central se encontraba sobre unos raíles que permitían desplazarla cuando se iba a usar el generador electrostático. Los dibujos y minerales de la colección se guardaban en el mueble central, y los instrumentos en las vitrinas del primer piso.